# 페르디낭 드 레셉스
페르디낭 마리 드 레셉스(Ferdinand Marie de Lesseps, 1805년 11월 19일 ~ 1894년 12월 7일)는 프랑스의 외교관 및 기술자이다. 베르사유에서 출생하였다. 1825년에 외교관이 된 후 리스본 주재 영사, 마드리드 주재 공사를 역임하였다. 수에즈 운하를 계획하고 사이드 파샤의 인가를 얻은 후, 1859년에 착공하였고 10년만인 1869년에 운하건설을 완공하여 개통시켰다. 
수에즈 운하 건설 경험을 살려 1881년부터 파나마 운하 건설에도 뛰어들었다. 그러나 말라리아와 황열병 등 예상치 못했던 문제로 인해 공사진행중에 21,900명의 사망자가 발생하였고 자금 고갈등으로 1889년에 운하 건설이 중단되면서 그가 만들었던 회사는 파산하였다. 파산 전에 이미 여러 악재들로 인해 부도가 예상되는 상황인데도 불구하고 복권부 사채를 발행했다. 또한 사채발행을 위해서 유대인 금융자본가를 통하여 정부의 각료들과 국회 의원들을 매수하였다. 파산 후 1892년에 이런 사실이 신문에 폭로되자 여론이 악화되었고 장관들과 정치인들이 물러났으며 많은 선량한 투자자들이 연쇄 파산하면서 프랑스 사회에 큰 파문이 일었다. 결국, 파나마 운하는 미국이 재시도하여 1914년 8월 15일에 완성되었다.  